# Necròpoli romana de Can Corró
La necròpoli romana de Can Corró és una de les necròpolis alt imperials de Pol·lència (Alcúdia, Mallorca). Es pot datar entre la primera meitat i finals del segle i dC
Va ser excavada l'any 1954, però havia romàs inèdita fins a l'actualitat. Antoni Arribas Palau va poder tenir accés al material arqueològic i va mecanografiar unes notes redactades per Lluís R. Amorós durant l'excavació.

## Localització
La necròpoli estava situada en una finca propietat de Bartomeu Corró Siquier, devora l'antic escorxador municipal d'Alcúdia, en el lloc on avui hi ha l'Auditori, just davant la porta de Ciutat o de Sant Sebastià de la murada medieval.

## Excavacions
L'excavació va ser dirigida per Lluís Amorós Amorós, de la mateix manera com havia passat a la necròpoli de Can Fanals de Pol·lència, amb la col·laboració de Samuel Vilaire i Mossèn Jaume Ques. Els treballs d'excavació s'iniciaren el 27 de setembre de 1954 i duraren, com a mínim, fins al 9 d'octubre. Tota l'àrea excavada es tornà a recobrir amb la terra extreta, amb la finalitat que es pogués tornar a sembrar. A partir del diari d'excavació se sap que en la campanya de 1954 es documentaren 26 tombes. Així mateix Arribas va poder estudiar els materials depositats a l'antic Museu d'Alcúdia, procedents d'altres 15 tombes. L'agost de 1957 s'excavà una altra sepultura. El setembre de 1968, fent clots per sembrar arbres, aparegueren dues tombes en fossa. Finalment, per l'existència d'una gerreta a l'antic Museu d'Alcúdia, se sap de l'existència d'una altra tomba.

## Descripció de les sepultures
En total se n'excavaren 45 sepultures: 12 eren inhumacions, 27 cremacions i 6 de ritual indeterminat. El major nombre de tombes conegudes per les dades de l'excavació correspon a tombes de fossat més o menys trapezoide, excavades en el marès o a la terra argilosa.
- Les inhumacions es dugueren a terme en fosses més o menys rectangulars-trapezoidals excavades en el terreny natural; o a l'interior de tombes delimitades amb lloses perimetrals i coberta de marès, a vegades tancades amb morter.
- Les cremacions mostren dos sistemes d'enterrament: cremacions depositades en fosses més o menys rectangulars-trapezoidals excavades en el terreny natural; i cremacions inserides a l'interior d'una urna que es col·locava en un clot circular, o simples clots sense urna en els quals hi havia les cendres i ofrenes. A vegades les tombes també estaven delimitades per lloses i coberta de marès.

Les orientacions, en la seva major part, estaven en sentit est-oest, encara que també qualque sepultura mantenia l'orientació nord-sud. Es va detectar la presència de claus de ferro en tombes tant d'incineració com d'inhumació, la qual cosa podria correspondre als taüts de fusta.

## Els aixovars

### Llànties
En els treballs d'excavació s'identificaren 4 exemplars de llànties. A la sepultura d'inhumació nº 13 s'hi trobà una llàntia de disc, d'argila siena rosada, coberta d'un vernís rogenc, datable entre finals del s. I dC i la primera meitat del s. II dC. Les altres llànties són de finals del s. I dC i s. II i III dC. Una d'elles du la inscripció incisa d'OPPI (nom d'un dels tallers nord-africans més importants de finals del s. I d.C i primera meitat del II dC.

### Ceràmiques de parets fines
S'ha identificat un recipient del tipus Mayet III, datat a l'època entre August i Tiberi; un tassonet Mayet XXC i una gran quantitat de gots Mayet XX-XII. Hi ha altres vasos de parets fines, sobretot del darrer terç del s. I dC, de tipologies comunes a les Balears (Albufera d'Alcúdia, Can Fanals, sa Carrotja...).

### Ceràmica comuna
Entre les peces trobades s'identificaren olps de cos piriforme amb la boca lleugerament eixamplada i un bombament en el coll, amb paral·lels en els nivells del s. I dC del carrer porticat de Pol·lència i a la zona nord de la Casa dels dos Tresors (Vegas, 1973). L'exemplar de majors dimensions conserva una motllura entre el cos i el coll. Altres peces tenen punts de contacte amb peces de la necròpoli de s'Albufera.

### Vidres
A més de la ceràmica es varen trobar objectes de vidre: una petita botella de perfum de la forma Insigns 8, amb paral·lels a la necròpoli de s'Albufera i a la des Campet de sa Creu d'es Mercadal (Menorca); dos amphoriskoi i un tassonet datat entre l'època flàvia i el s. II dC.

### Altres objectes
Es va trobar una placa rectangular de marbre que devia ser una eina de cosmètica i maquillatge per preparar els colors o cremes, o pels metges per preparar pomades i ungüents. Altres objectes trobats foren un punxó d'os, diverses agulles, hams, una frontissa de bronze i la figura d'un ocell de test.

## Urnes funeràries
És significatiu l'ús de cassoles d'origen nord-africà del tipus Hayes 198 com a urnes funeràries. Aquestes cassoles tenen una àmplia dispersió a la Mediterrània i la seva cronologia podria anar des de finals del s. I dC fins a la segona meitat del s. II dC. També es va trobar un plat tapadora del tipus Hayes 196 i una olla de ceràmica de tradició indígena usada com a urna funerària.

## Cronologia
La necròpoli de Can Corró manté les mateixes característiques que altres necròpolis alt imperials documentades a Pol·lència (Can Fanals, Can Ramis i s'Albufera). La ubicació de les necròpolis ha estat de gran utilitat per establir el perímetre urbà de la ciutat. El ritual funerari més freqüent va ser la cremació, encara que la inhumació també hi va ser freqüent. Tant en un cas com en l'altre les tombes dues aixovars, amb predomines de ceràmica comuna i de parets fines. Establir la cronologia sobre els elements d'ús més comú, que duraven molt de temps, no és fàcil, però les llànties, gots de parets fines i vidres permeten un major rigor, apuntant a un període comprès entre la primera meitat i finals del s. I dC